# Stazione di Cascais
La stazione di Cascais (in portoghese Estação de Cascais) è la principale stazione ferroviaria di Cascais, Portogallo.